# Exposition des morts de mars
L'Exposition des morts de mars est une peinture de 1848 du peintre allemand Adolph von Menzel conservée à la Kunsthalle de Hambourg. Elle représente une foule sur le Gendarmenmarkt de Berlin. Les personnages sont témoins de la présentation des cercueils de civils morts pendant la révolution de Mars à Berlin. Menzel a personnellement assisté à la cérémonie. Pendant l'événement ou peu de temps après, il commence à travailler sur les premières études préliminaires à la peinture. Le coin inférieur gauche du tableau n'est pas réalisé à la peinture à l'huile, c'est pourquoi il est généralement considéré comme inachevé par les chercheurs. Les historiens de l'art ne sont pas d'accord sur les éventuels motifs politiques ou esthétiques du peintre à cet égard. L'image appartient au groupe des « peintures révolutionnaires », qui sont rares en Allemagne.
Avec son tableau, Menzel ne suit pas les directives de la peinture d'histoire traditionnelle ; la critique d'art le classe comme « peinture d'histoire contemporaine »" et la classification comme « peinture d'histoire » est également complètement rejetée. La présentation de l'œuvre n'a pas joué de rôle dans la perception des évènements par le public car elle est restée dans l'atelier de l'artiste. Peu avant le début du siècle, elle est vendue à une galerie privée de Zurich et ne devient la propriété de la Kunsthalle de Hambourg qu'en 1902, où elle est rendue accessible au public pour la première fois.

## Description
Le tableau est une peinture à l'huile sur  toile de 45 × 63 centimètres. Le spectateur a une vue légèrement en hauteur au-dessus d'une foule qui s'est rassemblée devant la colonnade nord de la cathédrale allemande de Berlin sur le Gendarmenmarkt. La plupart des cercueils sont déjà installés sur les marches de l'édifice où ils forment une tache sombre, pyramidale et floue, légèrement décalée vers la gauche du centre du tableau. Le point de fuite du tableau se trouve en son centre, à la hauteur de la ligne d'horizon. L'axe central du tableau est souligné par un groupe de personnes en deuil à gauche et les murs de l'escalier de la salle du Konzerthaus de Berlin à droite.
La foule au premier plan occupe la majeure partie de l'image. Elle fait place à un cercueil brun clair qui est hissé et qui doit également être déposé sur les marches de la cathédrale allemande. La plupart des gens ont les yeux rivés sur les cercueils, mais certains sont en pleine conversation. Comme le soupçonne l'historien américain Peter Paret, ils semblent échanger sur les événements des derniers jours et sur l'avenir. D'autres personnes sont visibles devant le mur de l'escalier du Konzerthaus, en tarin de lire les annonces qui y sont placardées.
La Garde bourgeoise de Berlin a pris position près du cercueil marron clair qui a été hissé. Elle interdit aux spectateurs l'accès aux abords immédiats des cercueils installés sur les marches de la cathédrale allemande. Un groupe de trois personnages qui tentent de contourner la barrière depuis les escaliers du Konzerthaus est repoussé par un garde. Deux d'entre eux sont déjà sur le point de rebrousser chemin ; la troisième personne reste plantée et regarde les cercueils . Sur le bord droit du tableau, plusieurs personnages se sont installés sur les murs de l'escalier du Konzerthaus, probablement pour avoir une meilleure vue d'ensemble. En arrière-plan à gauche, des drapeaux noirs, rouges et or ornent plusieurs maisons. Ils symbolisent l'exigence d'unité nationale allemande. Les couleurs nationales apparaissent également au premier plan : à droite, sous le cercueil marron clair, une petite fille porte nonchalamment un drapeau noir, rouge et or à l'envers, et converse avec une fille plus grande. A côté d'elles, un gentleman en manteau vert semble affronter le spectateur : c'est le personnage qui semble être le plus grand du tableau, se distinguant également de l'environnement par son aspect plus sombre. Le dôme de la cathédrale allemande n'apparait pas.
Menzel a saisi l'hétérogénéité sociale de la foule, représentant des bourgeois, des artisans, des étudiants et des membres de la garde bourgeoise, ainsi que des femmes, des enfants et un ouvrier. Selon Peter Paret, la plupart des personnes représentées peuvent être rattachées aux groupes sociaux qui ont fourni la majorité des combattants des barricades, principalement des compagnons, des maîtres de guilde et la classe sociale moyenne. Bien que les uniformes soient couramment portés lors des rassemblements publics, la plupart des citoyens, à l'exception des étudiants, sont habillés en civil. Les personnages se rassemblent pour certains autour du cercueil qui est en hauteur, mais ils n'ont pas une position cérémonielle.
Dans le coin inférieur gauche de l'image, le dessin sous-jacent n'a pas été coloré. S'y trouvent, la signature de l'artiste, « Ad. Menzel 1848 », et deux figures féminines en deuil. Leur regard est dirigé vers le sol. A leur droite, une figure masculine appartenant à la garde bourgeoise regarde le cercueil qui vient d'être transporté vers la cathédrale. Il porte un fusil sur l'épaule et prend une pose droite et fière. À sa gauche, plusieurs élèves forment un espalier autour du cercueil. Au premier plan de la scène, un homme habillé à la manière bourgeoise a retiré son chapeau haut-de-forme, rendant hommage au cercueil, mais aussi à la garde. En même temps, son regard est détourné de ce qui se passe réellement devant la cathédrale allemande. Il a sa main gauche dans une poche de son manteau et se tient dans un espace semi-circulaire vide.

## Histoire

### Positionnement de Menzel vis-à-vis de l'événement historique

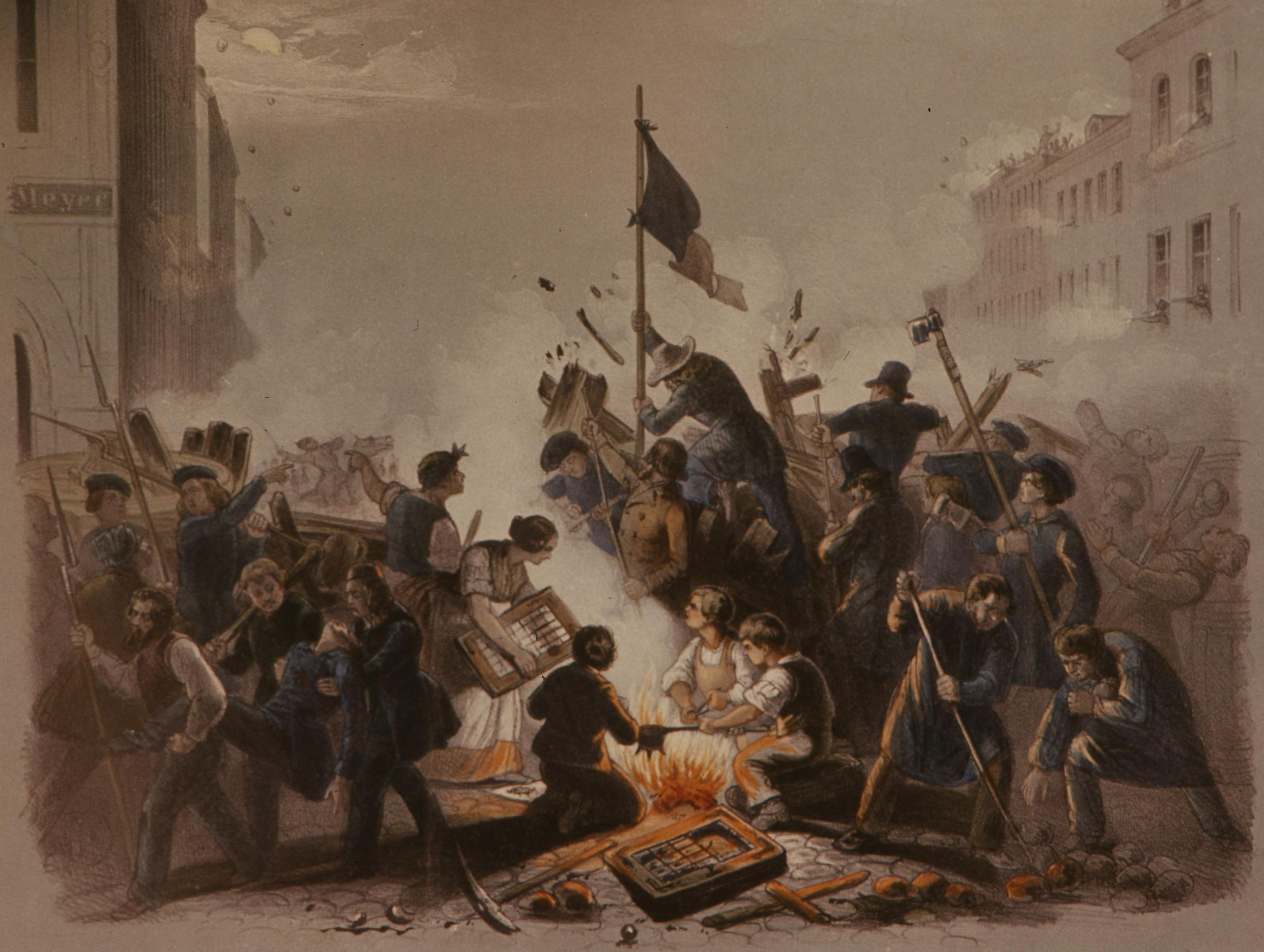
Barricade sur Kronenstrasse et Friedrichstrasse, FG Nordmann, 1848.

Le peintre, Adolph Menzel, est l'un des représentants les plus importants du réalisme, un style de représentation détaillée de scènes sans fioritures. Au cours de sa longue vie (1815-1905), l'artiste a été témoin de nombreux événements socio-politiques, dont les développements politiques du Printemps des peuples en 1848, qui sont inextricablement liés à cette représentation. Cette année a vu de violents affrontements dans des capitales européennes telles que Paris et Vienne. Les 18 et 19 mars, des violences urbaines ont également lieu à Berlin entre civils et soldats royalistes. Les insurgés à Berlin veulent notamment une constitution libérale en Prusse, la liberté de la presse et un État-nation allemand. Plus de 300 civils et 20 militaires sont victimes des combats. Les révolutionnaires qui sont morts sont entrés dans l'histoire comme les soi-disant morts de mars. Après que le roi Frédéric-Guillaume IV n'ait pas été en mesure de retourner militairement la situation dans les rues de Berlin en sa faveur et ait retiré ses soldats de la ville, l'enterrement de ceux qui sont morts en mars est organisé.

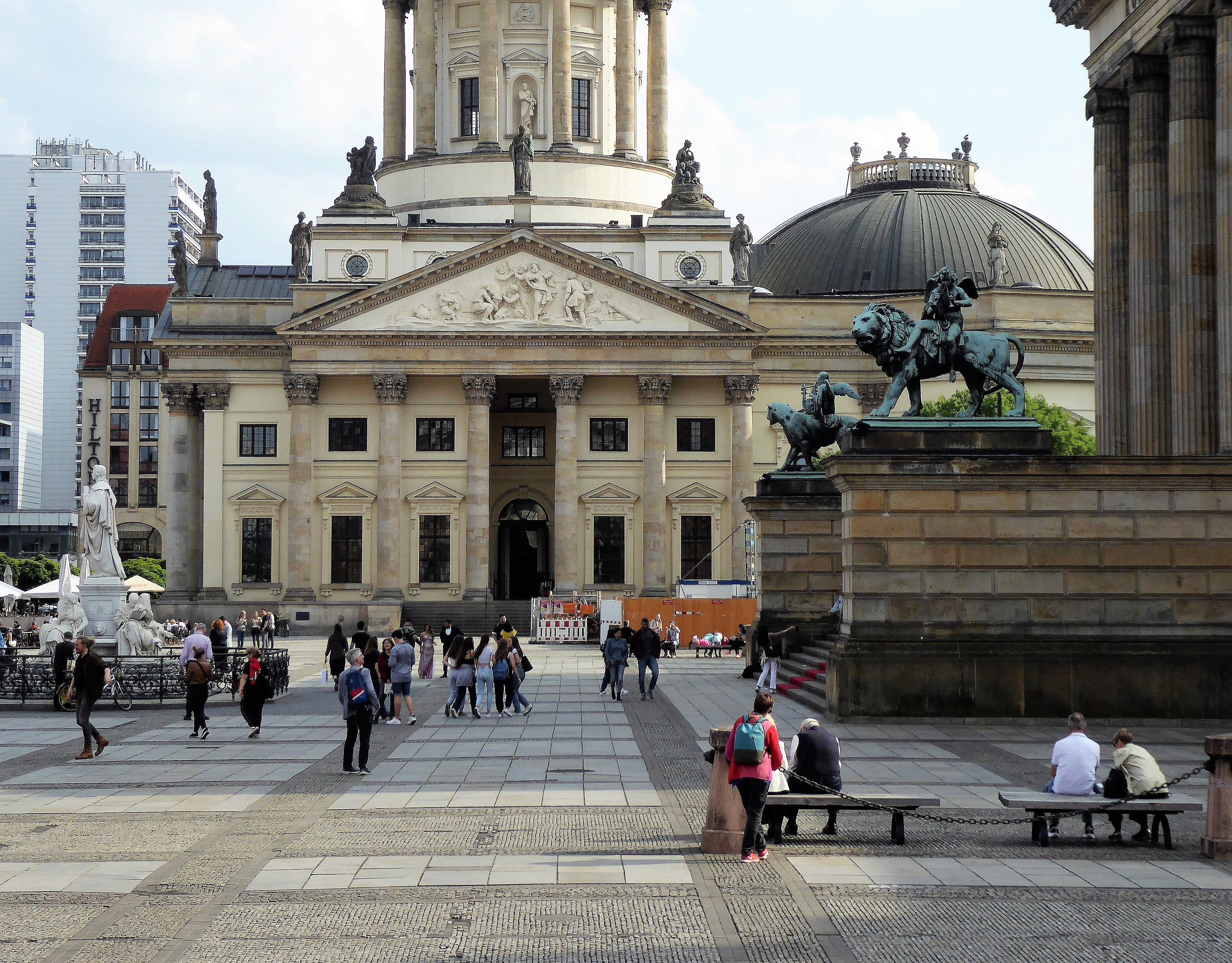
Le Gendarmenmarkt aujourd'hui, théâtre des évènements de 1848.

Menzel est resté à Cassel (Hesse) pendant les combats. Il retourne dans la capitale prussienne le 21 mars. Le jour même, il inspecte les restes de barricades et examine les impacts de balles dans les murs. Le matin du 22 mars 1848, il participe probablement aux funérailles de ceux qui sont morts en mars. La cérémonie commence sur le Gendarmenmarkt : les cercueils de 183 morts, décorés de couronnes et de rubans, sont disposés sur les marches de la cathédrale allemande. Menzel observe très probablement cette scène depuis les marches de la cathédrale française de Berlin. C'est précisément cette perspective qu'il montre plus tard dans son tableau.
Les personnes rassemblées sur le Gendarmenmarkt expriment leur solidarité avec ceux qui sont morts en mars. Ils appartiennent à tous les horizons : marchands, membres de l'Association des artisans de Berlin, ouvriers de l'usine du fabricant de locomotives August Borsig, délégués d'autres villes. Il existe des déclarations contemporaines sur le fait que des milliers de personnes assistent au service funèbre. Selon les estimations actuelles, il y a environ 20 000 participants. A midi, le clergé protestant, catholique et juif prêche des sermons dans la cathédrale. Après la fin des offices de courte durée, le cortège funèbre se dirige vers le cimetière spécialement aménagé pour ceux qui sont morts en mars, juste à l'extérieur des portes de la ville, où ils sont enterrés dans leurs cercueils.
En tant que témoin oculaire, Menzel assiste également à un autre acte symbolique : alors que les cercueils s'approchent du palais de Berlin, la foule exige que le roi et son entourage se découvrent en l'honneur de ceux qui sont morts en mars. Menzel écrit à ce sujet : « Chaque fois qu'un nouveau convoi de cercueils arrivait, le roi sortait tête nue et restait debout jusqu'à ce que les cercueils soient passés. Sa tête brillait de loin comme une tache blanche. Cela a peut-être été le jour le plus effrayant de sa vie. » Des déclarations comme celle-ci prouvent que Menzel a pitié du roi d'une part, mais, d'autre part, est également marqué par les événements qui se produisent. Comme il a également dessiné les tombes de ceux qui sont tombés en mars à Friedrichshain, l'historien de l'art Werner Busch suppose qu'il a accompagné le cortège funèbre jusqu'au bout.

### Études préliminaires et travail sur la peinture

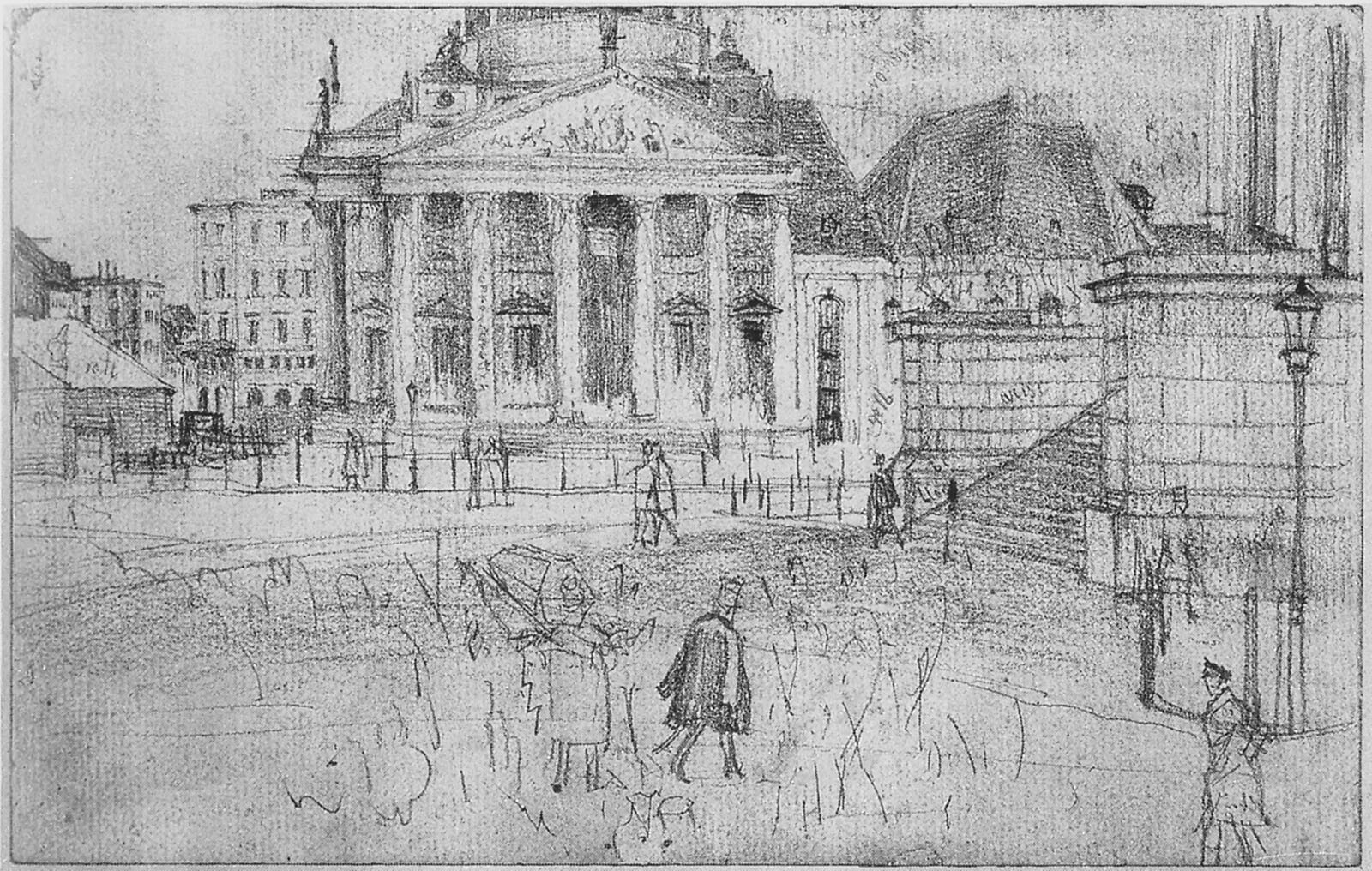
Étude de Menzel pour Exposition des morts de mars, 1848, Kupferstichkabinett, Musées d'État, Berlin.

Le 22 mars 1848 apparaît d'abord comme le symbole de la victoire de la révolution à Berlin. Impressionné par l'évènement, Menzel commence à peindre l'Exposition des morts de mars. Le tableau doit montrer le Gendarmenmarkt au matin, juste avant le début effectif des funérailles. Menzel se souvient encore d'être resté debout « sur ses pieds, presque comme un journaliste, pour dessiner » environ un demi-siècle plus tard. Plusieurs dessins au crayon ont survécu dans le carnet de croquis de l'artiste. Ils permettent de comprendre le processus de création de la peinture. La majorité de ces études préliminaires montrent principalement des éléments architecturaux du Gendarmenmarkt. Les quelques figures humaines debout au premier plan ne sont indiquées que par des tirets. Les cercueils disposés de ceux qui sont morts en mars n'apparaissent pas encore dans les dessins. Seul un cercueil transporté à la cathédrale allemande est déjà visible au centre de l'image. Le croquis montre plusieurs passants qui semblent vouloir traverser le Gendarmenmarkt. Menzel est omis.
Le moment auquel Menzel commence les travaux préliminaires sur la peinture fait l'objet de débats parmi les historiens de l'art. Werner Busch suppose que les dessins connus des chercheurs n'ont été réalisés qu'après la cérémonie funéraire. Il justifie son hypothèse par l'absence de drapeaux et de cercueils installés, que l'on pouvait voir lors de la cérémonie, les deux éléments ne réapparaissent que dans la version à l'huile. Il est plus probable que Menzel lui-même est occupé à dessiner des groupes de personnes sur le Gendarmenmarkt pendant l'événement. Le travail préparatoire correspondant a été perdu. Christopher B. With suppose que les circonstances de son origine sont différentes : selon lui, le travail préliminaire, qui n'a été effectué qu'à la hâte, suggère que Menzel est trop bouleversé émotionnellement lors de la cérémonie funéraire pour déjà dessiner des détails tels que des groupes de personnes sur le Gendarmenmarkt. En conséquence, il a dû créer le tableau essentiellement de mémoire.

### Motivation de Menzel
Les motifs ayant poussé Menzel à créer ce tableau sont très controversés. La question est de savoir si, ou dans quelle mesure, il sous-tend un message politique. Peter Paret n'attache aucune des significations politiques voulues par Menzel à l'extermination des personnes tuées en mars. Au contraire, l'image est une « œuvre d'une impartialité frappante ». Des comparaisons avec des descriptions écrites de l'événement suggèrent que Menzel a capturé le moment exactement tel qu'il s'est produit. Il estime que Menzel s'efforce à une solution de compromis entre la réalité de l'événement tel qu'il a été vécu et un message politique. Dans une tentative d'approximation de la réalité, With fait référence à plusieurs similitudes entre le dessin au crayon et la peinture ultérieure. La majorité des personnes sont déjà au premier plan dans le dessin. Le détail de l'image correspond également à celui du tableau. Dans le même temps, la peinture a également été créée comme un message politique. Menzel est préoccupé par la critique du règne de Frédéric-Guillaume IV. Les cercueils rappellent l'escalade sanglante provoquée par le roi. Les différents groupes sociaux représentés visent à montrer une unité révolutionnaire. Claude Keisch est également partiellement d'accord avec cette interprétation. Cependant, l'historien de l'art considère que « l'utopie de l'unité sociale » est plus centrale que les idéaux démocratiques concrets : l'image ne montre pas la scène dans laquelle le monarque prussien honore ceux qui sont morts en mars depuis le balcon du palais de Berlin, mais la présence de tous les groupes sociaux lors de la déposition des cercueils sur le Gendarmenmarkt.
Pour Werner Busch, la représentation la plus réaliste possible va à l'encontre d'une interprétation du tableau comme une « image confessionnelle politique ». Au contraire, Menzel essaie de capturer les « impulsions contradictoires [de ...] l'ordre et le désordre » d'une foule : des groupes individuels de personnes peuvent être reconnus, mais ne forment pas d'unités claires. La zone des cercueils noirs devant la cathédrale allemande est un élément d'ordre qui accentue l'axe central horizontal du tableau.

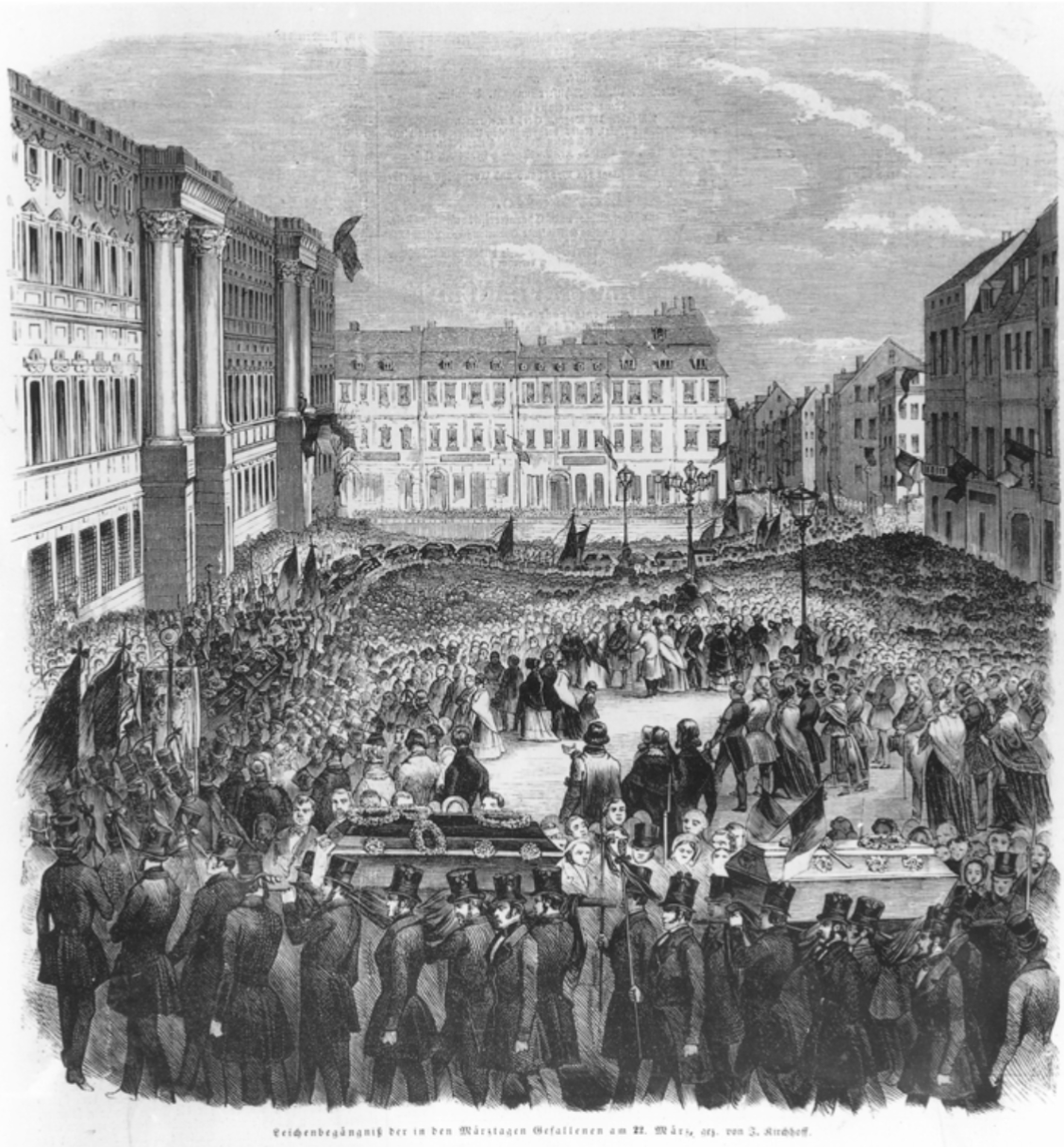
Johann Jakob Kirchhoff, Funérailles de ceux qui sont morts en mars le 22 mars, dans le Leipziger Illustrirte Zeitung du 15 avril 1848.

Françoise Forster-Hahn considère que la décision de Menzel de représenter les heures du matin peu avant la cérémonie officielle est une indication de l'indécision politique de l'artiste. La représentation d'un temps matinal lui permet de dépeindre une foule moins focalisée sur les cercueils ou la révolution. En comparaison, selon elle, le dessin du cortège funèbre de Johann Jakob Kirchhoff dans le Leipziger Illustrirte Zeitung du 15 Avril 1848 présente l'unité de l'assemblée.

### Possibilité d'un tableau inachevé
Le coin inférieur gauche non coloré de l'image est généralement interprété par les chercheurs comme une indication que Menzel a cessé de travailler sur la peinture, mais surtout, les savants se demandent si ce sont des déceptions politiques ou plutôt des problèmes esthétiques qui en sont responsables. Selon With, Menzel s'attend initialement à ce que la victoire obtenue ensemble sur les barricades entraîne un rapprochement rapide entre la noblesse, la bourgeoisie et le prolétariat. Compte tenu de la suite de la révolution, cet espoir s'avère être une illusion en septembre 1848 au plus tard. Françoise Forster-Hahn associe également l'arrêt des travaux à une certaine exaspération politique : le Gendarmenmarkt est déjà le théâtre de la fin de la révolution qui se dessine en novembre 1848 ; le général Frédéric von Wrangel occupe la place et l'Assemblée nationale prussienne, qui se réunit au théâtre, doit annuler ses séances se tenant à Berlin. De plus, dans le contexte de cette situation politique, la probabilité de pouvoir présenter le tableau au public s'estompe.
D'autre part, Paret considère la représentation visuelle véridique comme la raison décisive pour laquelle Menzel ne termine pas le tableau : alors que les personnages au premier plan au milieu semblent se comporter de manière plutôt statique et non communicative, ceux sur le côté droit sont implicitement beaucoup plus vifs et bavards. Menzel n'a pas réussi à concilier de manière convaincante la contradiction historiquement correcte entre « sérieux solennel » et « grande excitation ». De plus, la conception individuelle de certaines figures perturbe leur intégration dans une foule qui semble uniforme. Ces problèmes esthétiques auraient frustré Menzel et donc stoppé son travail. Selon Busch, Menzel n'a pas mis fin à son travail sur le tableau par déception politique : après tout, l'Exposition des morts de mars était accroché dans son atelier. Ses peintures La Chambre du balcon et Chambre, utilisées pour un usage privé, sont également restées dans un état similaire. S'agissant d'une esquisse à l'huile peu connue du public, les chances de vente semblaient minces. L'historien de l'art américain Michael Fried suggère que Menzel a arrêté de travailler parce qu'il aurait pu être mécontent de la représentation floue et inégale des 183 cercueils : l'image ne rendait pas justice aux nombreux destins individuels de ceux qui sont morts en mars.On ne sait pas non plus quand le tableau a été signé ou abandonné. Selon Detlef Hofmann, la signature aurait pu être apposée en 1848, puisqu'elle donne une année précise (« Ad. Menzel 1848 »). Fried contredit cette interprétation, car il n'est pas évident de savoir quand Menzel a effectivement apposé sa signature.
L'opinion selon laquelle l'image n'est pas complète n'est pas restée sans réponse lors des recherches : l'historienne de l'art autrichienne Karin Gludovatz considère l'utilisation de la signature d'un artiste comme une preuve de l'achèvement du tableau. Les signatures n'étaient habituelles que pour les tableaux terminées. Menzel a délibérément laissé visible le processus de production afin d'attirer l'attention sur le caractère constructif subjectif de sa peinture. Il ne montre pas la réalité, mais seulement sa perception et son traitement artistique de l'événement. Werner Busch soutient que la signature devrait certainement souligner une certaine finition, mais que le tableau devrait être identifié comme une œuvre incomplète, la signature étant placée sur le bord inachevé

## Provenance et mention de Menzel sur le tableau

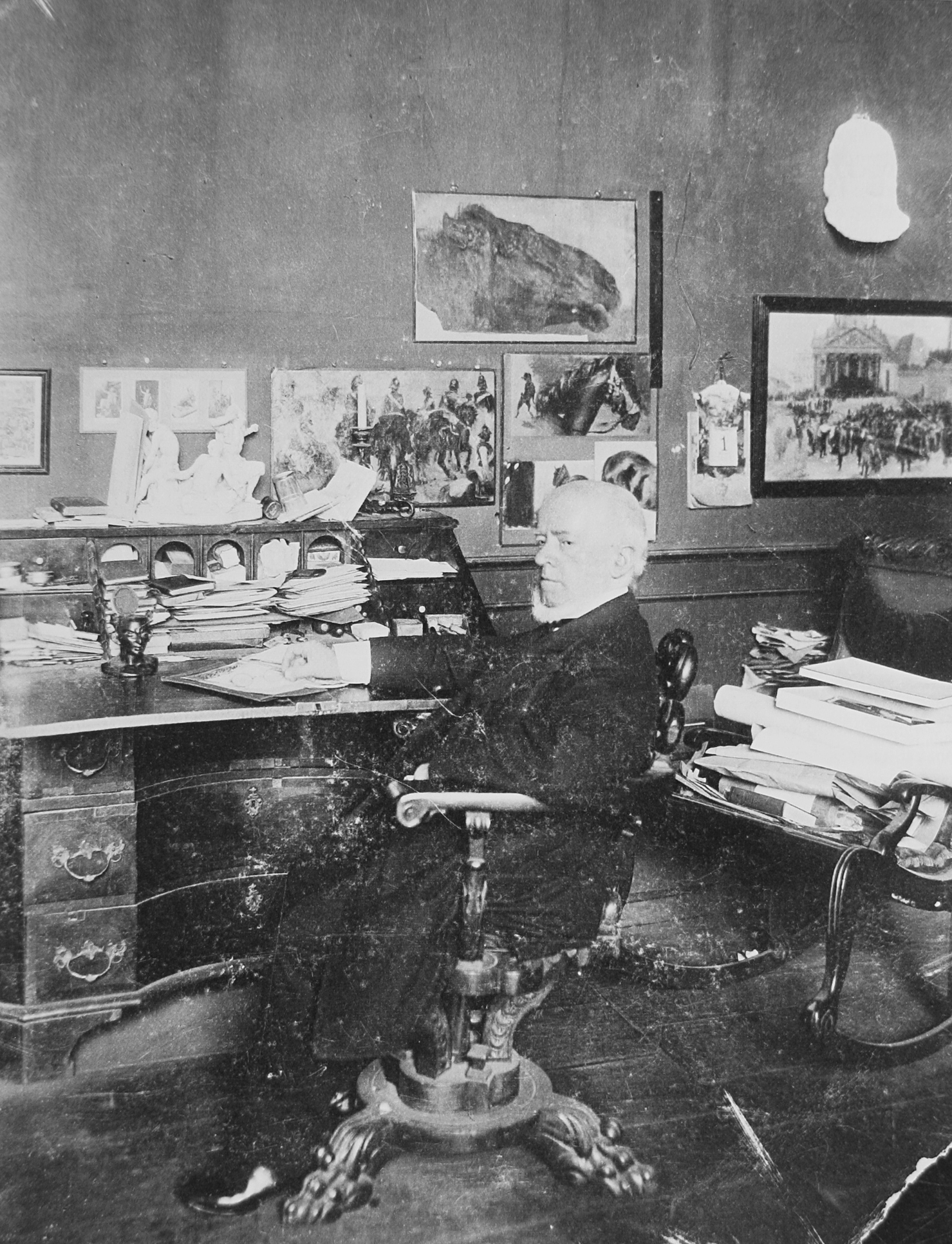
La photographie, prise entre 1890 et 1900, montre Menzel dans son atelier. Le tableau Exposition des morts de mars est accroché au mur de droite, à côté de plusieurs études de chevaux. Photographe inconnu, Musées d'État de Berlin, Archives centrales.

L''Exposition des morts de mars reste d'abord dans l'atelier de l'artiste, où seuls quelques invités, comme le peintre Alexander von Ungern-Sternberg, le voient. De fait, l'image ne joue aucun rôle dans la sensibilisation du public, contrairement aux peintures révolutionnaires telles que La Liberté guidant le peuple d'Eugène Delacroix. L'emplacement exact du tableau dans l'atelier de Menzel peut être reconstitué avec précision, entre autres, grâce à une photographie. Il est accroché près d'une porte, avec plusieurs études de chevaux alignées à gauche. Comme on l'a supposé, certains d'entre eux font également référence à la révolution de 1848 : en avril 1848, Menzel utilise comme modèle des têtes de chevaux coupées d'un abattoir de Berlin. Dans l'atelier de Menzel, à droite de l'Exposition des morts de mars, se trouve son esquisse de Frédéric le Grand à Wrocław-Leśnica : « Bonsoir, Messieurs ».
A l'occasion des 80 ans de Menzel, le jour de son anniversaire en 1895, l'académie des arts de Berlin expose pour la première fois le tableau. Une présentation dans l'exposition Menzel à la Kunsthalle de Hambourg suit en 1896. Peu avant le tournant du siècle, le tableau est acheté pour une collection privée suisse. L'acheteur est le fabricant de soie et amateur d'art Gustav Henneberg, qui a fondé sa propre galerie à Zurich en 1897. Il s'est intéressé à plusieurs des œuvres majeures de Menzel, dont l'Exposition des morts de mars et Frédéric le Grand à Wrocław-Leśnica : « Bonsoir, Messieurs ».
En 1902, le directeur de la Kunsthalle, Alfred Lichtwark, réussit à faire acquérir le tableau pour la collection de Hambourg. Il a également l'occasion d'interroger le peintre sur le tableau. Ce dernier a répondu qu'il « se serait mis au travail avec des palpitations et un grand enthousiasme pour les idées au service desquelles tombaient les victimes, mais avant que ce ne soit fini il aurait vu que tout cela n'était que mensonges ou bêtises. Là-dessus, il aurait placé le tableau la face contre le mur et dans son dégoût n'y aurait plus touché. »
Des historiens de l'art comme Helmut Börsch-Supan ont remis en question la distanciation de Menzel par rapport au tableau : l'entretien a eu lieu 54 ans après sa création. À ce moment, Guillaume II a déjà nommé l'artiste chevalier de l'Ordre de l'Aigle noir. Dans les hautes sphères du Berlin impérial, il jouit d'une réputation qu'il aurait mise en péril en s'engageant ouvertement pour la révolution de 1848. La photographie de l'atelier de Menzel dans la Sigismundstraße à Berlin, qui montre le tableau accroché au mur, contredit également l'aversion de Menzel pour sa peinture. Keisch considère le commentaire de Menzel comme un rejet de nouveaux troubles sociaux : compte tenu d'événements tels que l'Assaut de l'arsenal de Berlin le 14 juin 1848, Menzel reconsidère sa position sur la révolution. Pour preuve, il cite une de ses lettre de septembre 1848, dans laquelle il évalue l'évolution politique actuelle : « En plus de la (juste) indignation d'en haut, seule l'indignation d'en bas est venue. » Fried pense également que Menzel « en tant que libéral typique se sentait lié avant tout à la bourgeoisie et, compte tenu de la volonté des ouvriers d'utiliser la violence », s'est détourné de la révolution.

## Analyse

### Importance dans le travail de Menzel

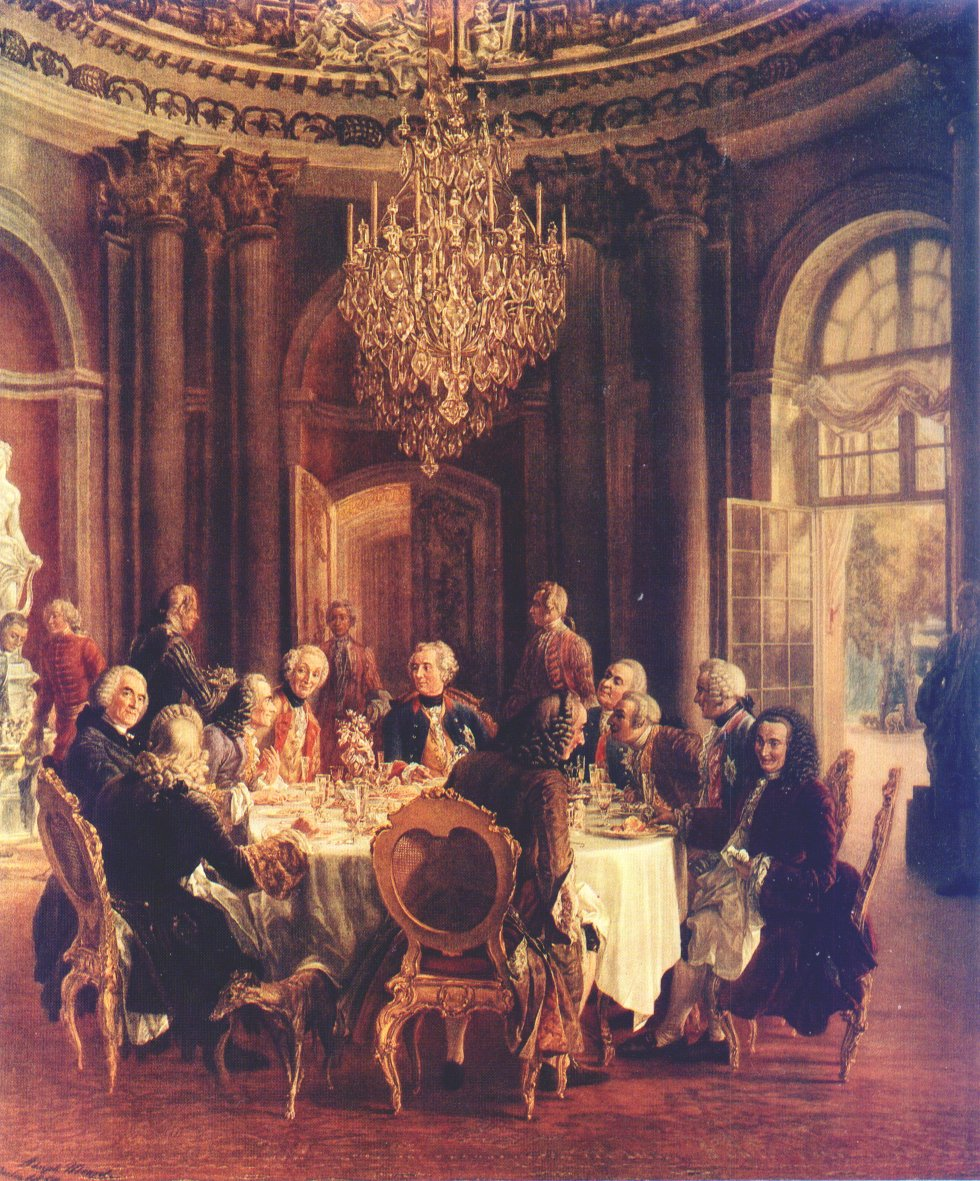
Table Ronde à Sanssouci, 1850
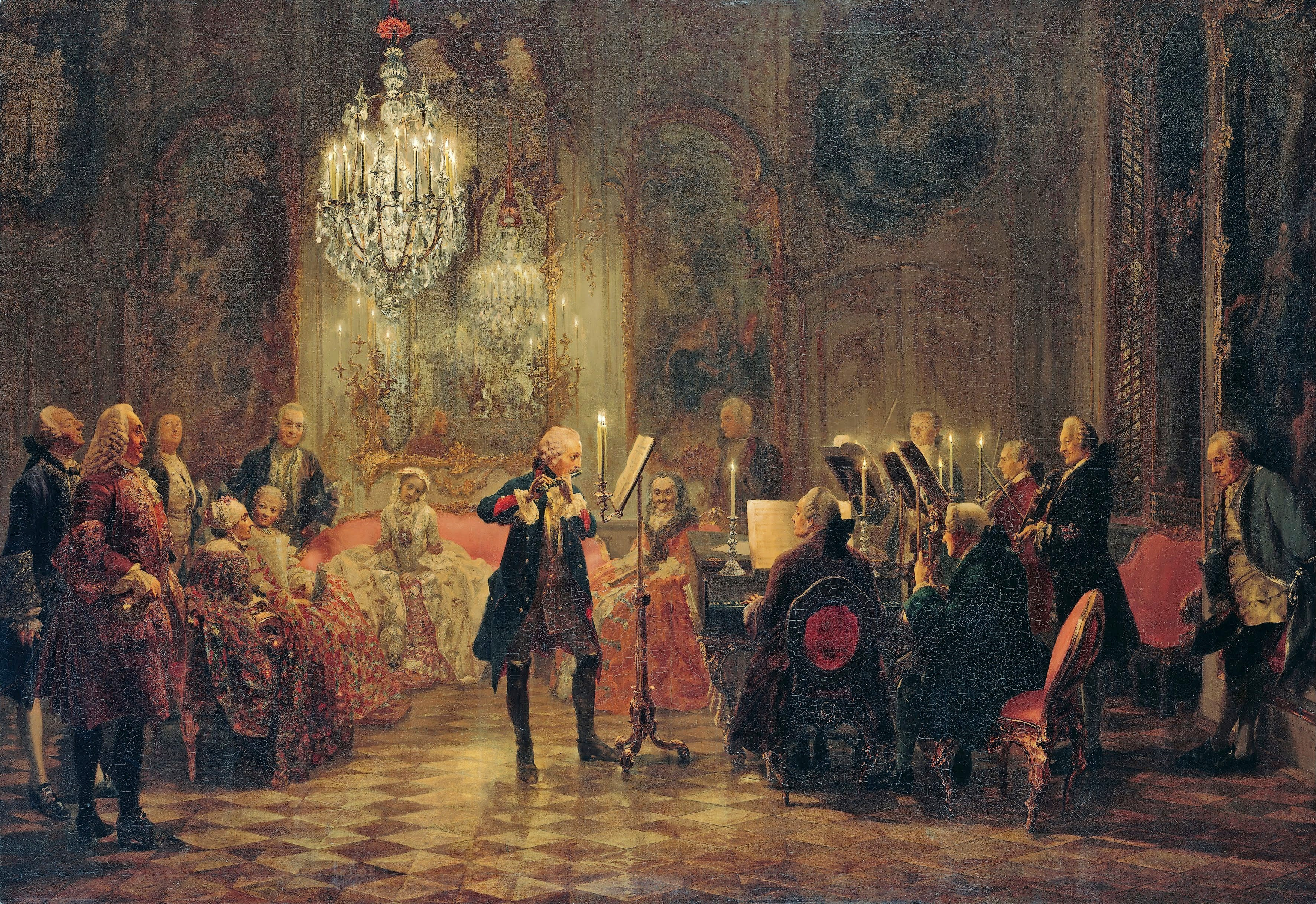
Concert de flûte de Frédéric le Grand à Sanssouci, 1852

Après son travail sur l'Exposition des morts de mars, Menzel se tourne à nouveau vers Frédéric le Grand et entame des travaux préparatoires pour les tableaux Table ronde à Sanssouci et Concert de flûte de Frédéric le Grand à Sanssouci. Les raisons exactes de ce changement d'intérêt sont discutées par les savants. Selon l'historien de l'art Gisold Lammel, Menzel veut voir le dirigeant prussien mort depuis longtemps comme un monarque qui répondait aux souhaits du peuple. Une réforme de l'ordre étatique initiée par le peuple, en revanche, est plus improbable. L'historien de l'art Hubertus Kohle arrive à une conclusion similaire. Menzel considère le roi Frédéric-Guillaume IV, qui en tant que monarque est responsable de l'escalade de la violence en mars 1848, comme un dirigeant faible et par conséquent, qui contraste avec l'idéal du roi héroïque du siècle des Lumières. En même temps, il met aussi l'accent sur les continuités : la « mise en scène des morts de mars » est à comprendre comme une « anticipation des particularités des tableaux de Frédéric », car elle représente déjà « un tableau plutôt marginal, dans un moment moins fructueux ». Ce n'est pas le point culminant dramatique de l'événement lui-même qui est abordé, mais ce qui s'est passé avant ou après.

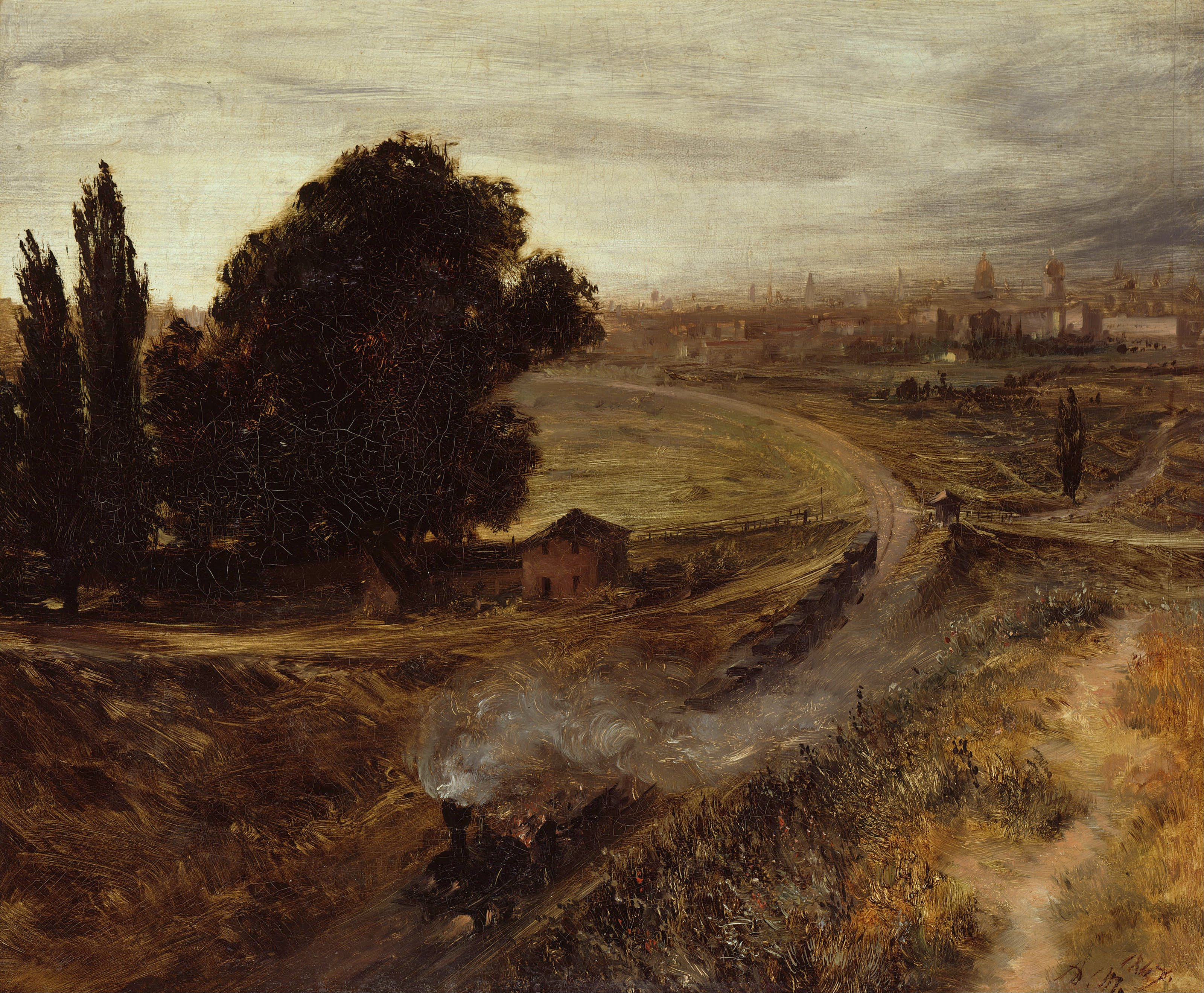
Berlin-Potsdamer Bahn, 1847
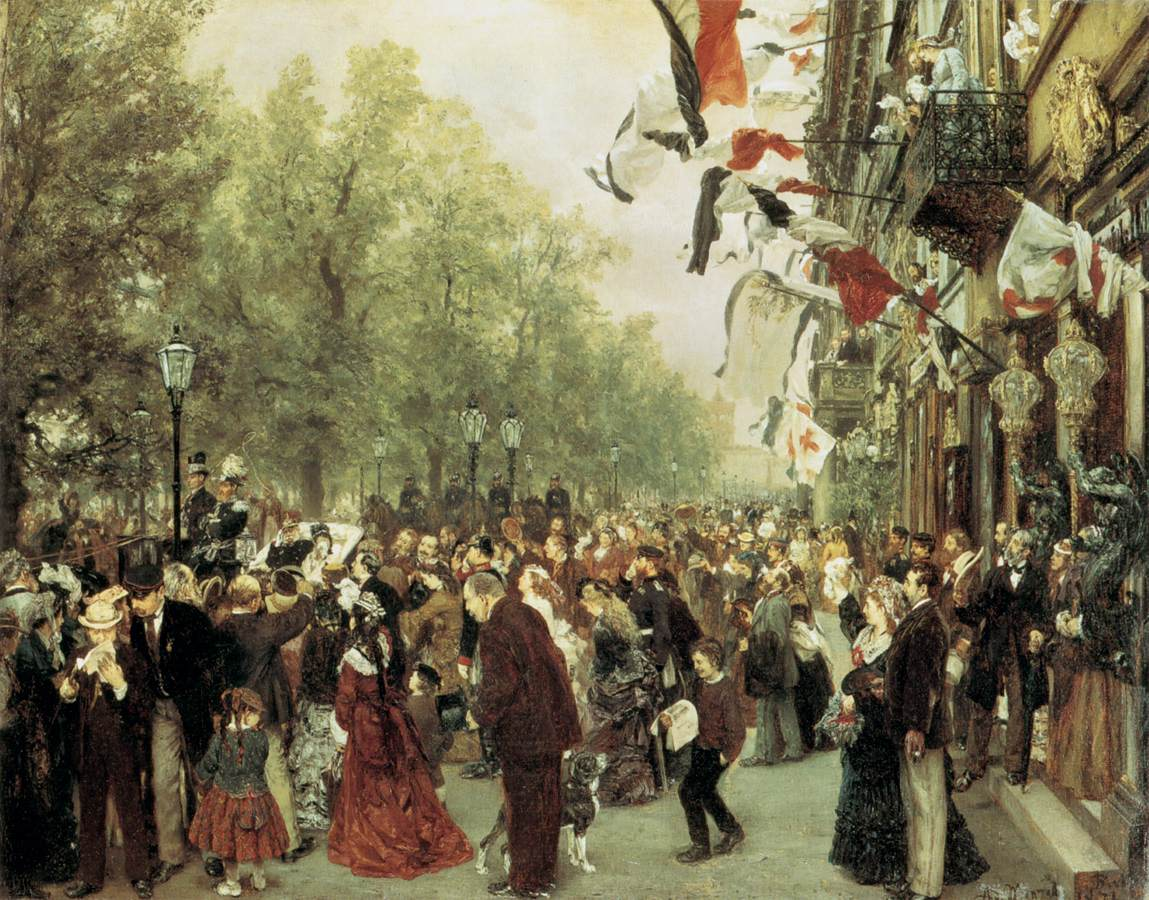
Départ du roi Guillaume Ier pour l'armée le 31 juillet 1870, 1871
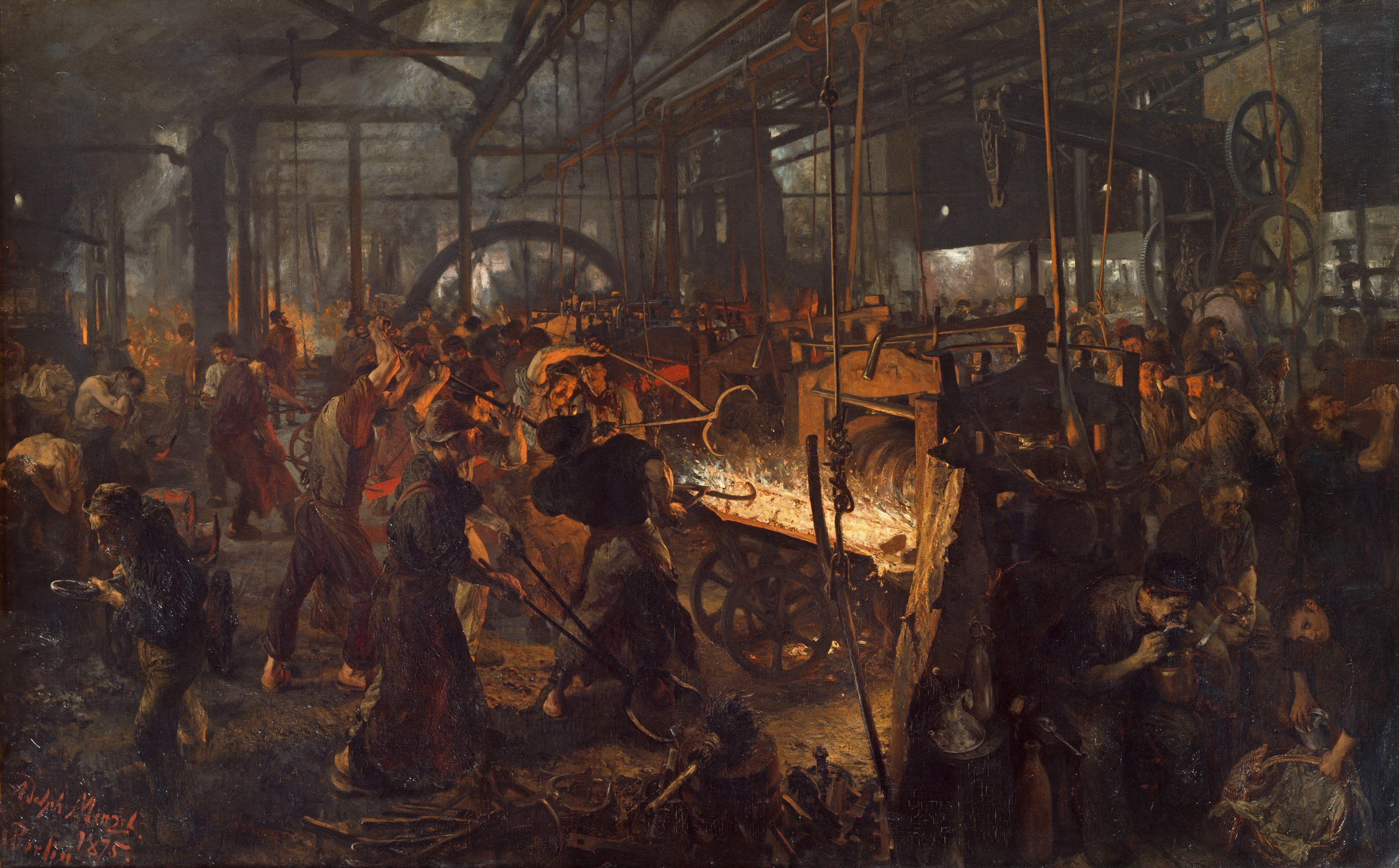
La Forge, 1875

L'Exposition des morts de mars est la première contribution de Menzel à la « peinture d'histoire contemporaine ». Son Berlin-Potsdamer Bahn de 1847, le départ de Guillaume Ier de Berlin en juillet 1870 et la Forge de 1875 peuvent également être attribués à des thèmes contemporains. Ces tableaux renvoient soit à des espaces urbains modernes, soit à des pans de la société. Comme l'Exposition des morts de mars, ils traitent en partie des foules dans les grandes villes qui nient les structures d'ordre et les hiérarchies sociales. Selon Keisch, Menzel a pu continuer à développer cette représentation du tableau de mars pendant environ 50 ans. Par exemple, le monarque prussien dans le tableau Départ du roi Guillaume Ier pour l'armée le 31 juillet 1870 est dans la foule et n'apparait pas comme le personnage principal. La disposition des figures de l'Exposition des morts de mars est importante dans l'œuvre de Menzel pour une autre raison : Menzel teste ici pour la première fois une vue dans laquelle les personnages de premier plan sont vus de près et d'un point de vue surélevé en même temps. De ce fait, il doit tenir compte de la distorsion de perspective et représenter les corps en raccourci de haut en bas. Les têtes des personnages du premier plan semblent donc être spatialement plus en avant que les pieds. On a l'impression que les personnages du premier plan veulent s'éloigner de la place, s'efforçant de sortir de l'image et entrant dans l'espace du spectateur.

### Contestation de la nature de «tableau historique»

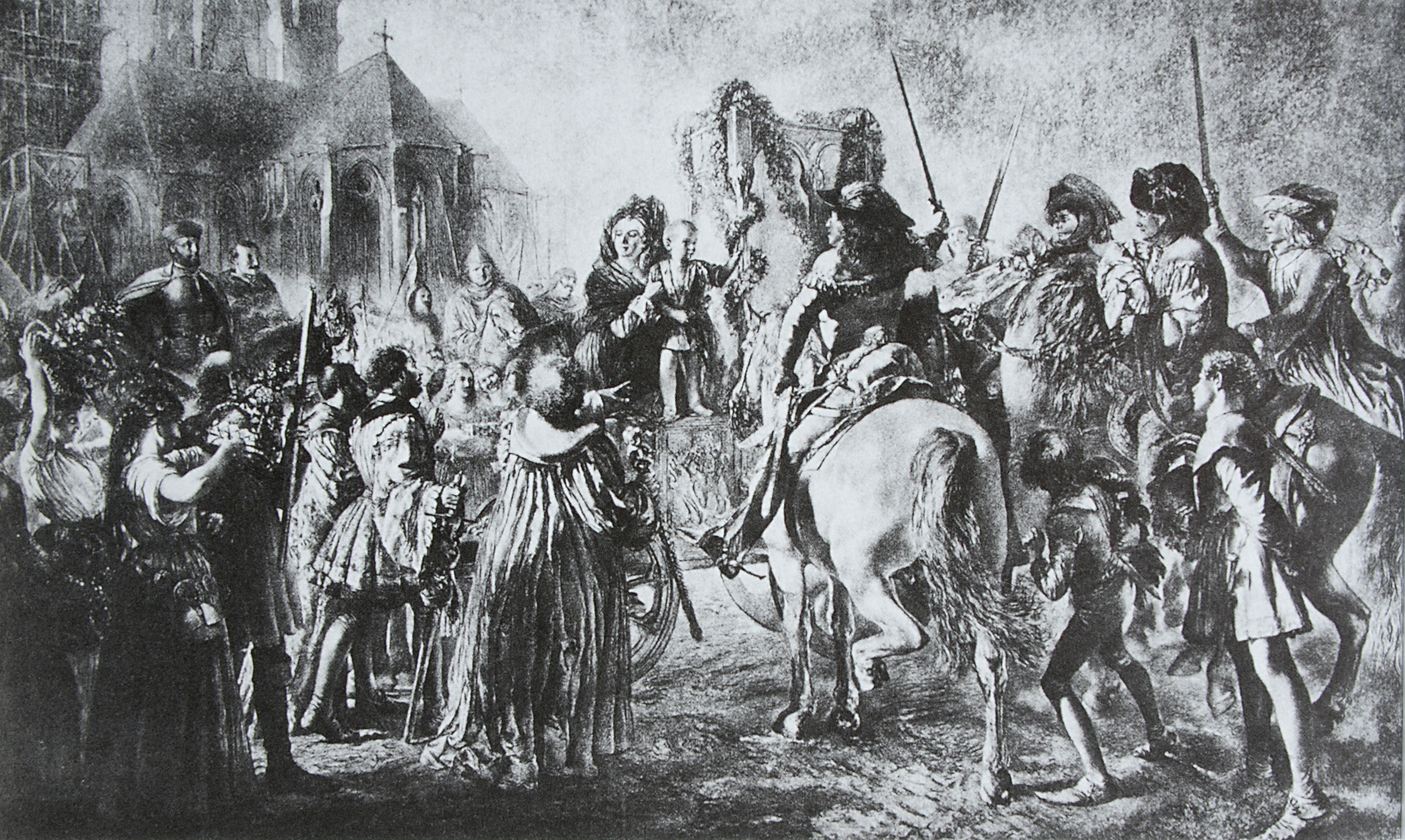
Carton d'Adolph Menzel, L'arrivée de Sophie von Brabant à Marburg avec son fils Heinrich, plus tard landgrave en Hesse en 1248, 1847/1848, craie et fusain, autrefois exposé au Kulturhistorisches Museum de Magdebourg, détruit en 1945 pendant la guerre.

Il est difficile de classer l'Exposition des morts de mars dans un genre. De l'avis de Karin Gludovatz, le tableau ne peut être attribué à la peinture d'histoire, car il ne prend pas clairement position sur l'événement historique. D'une part, le tableau pourrait être interprétée comme une expression d'honneur envers les insurgés, d'autre part, la peinture s'abstient de transfigurer la lutte. Elle diffère également des autres images de la révolution en ce qu'elle se concentre sur les victimes et ne soutient donc pas un récit d'identité nationale. L'Exposition des morts de mars n'est pas la première peinture d'histoire de Menzel à défier les règles académiques traditionnelles. Le soi-disant carton de Kassel a été créé à Kassel en 1847/1848 et représente l'entrée de la Sophie de Thuringe, duchesse de Brabant, à Marbourg. Cependant, la figure centrale de la scène, la fondatrice de la Maison de Hesse, ne se démarque pas de la foule rassemblée. Le récit du héros, caractéristique des tableaux d'histoire, est ainsi perturbé.
Selon Susanne von Falkenhausen, il n'y a pas non plus d'intrigue principale clairement identifiable, ni de personnage principal dans la mise en scène. Dans le centre de la composition, où figure habituellement le personnage central, il y a une zone au sol déserte. Le cercueil qu'on y transporte semble se perdre au loin jusqu'à la cathédrale allemande. L'historien de l'art américain Albert Boime voit l'espace vide comme un moyen par lequel Menzel construit un contraste entre la foule et l'élément principal, les cercueils. Les mouvements indiqués sur l'image ne se réfèrent pas tous aux cercueils, mais visent à donner l'impression d'une réalité aléatoire. L'historien de l'art allemand Detlef Hoffmann est arrivé à une évaluation similaire de l'image : Menzel voulait utiliser la représentation de nombreux détails, même sans importance, qui détournent l'attention des événements principaux, pour illustrer « comment même les grands moments historiques se dissolvent en coïncidences », en toute conformité avec la peinture réaliste.

### Signification en tant que représentation révolutionnaire

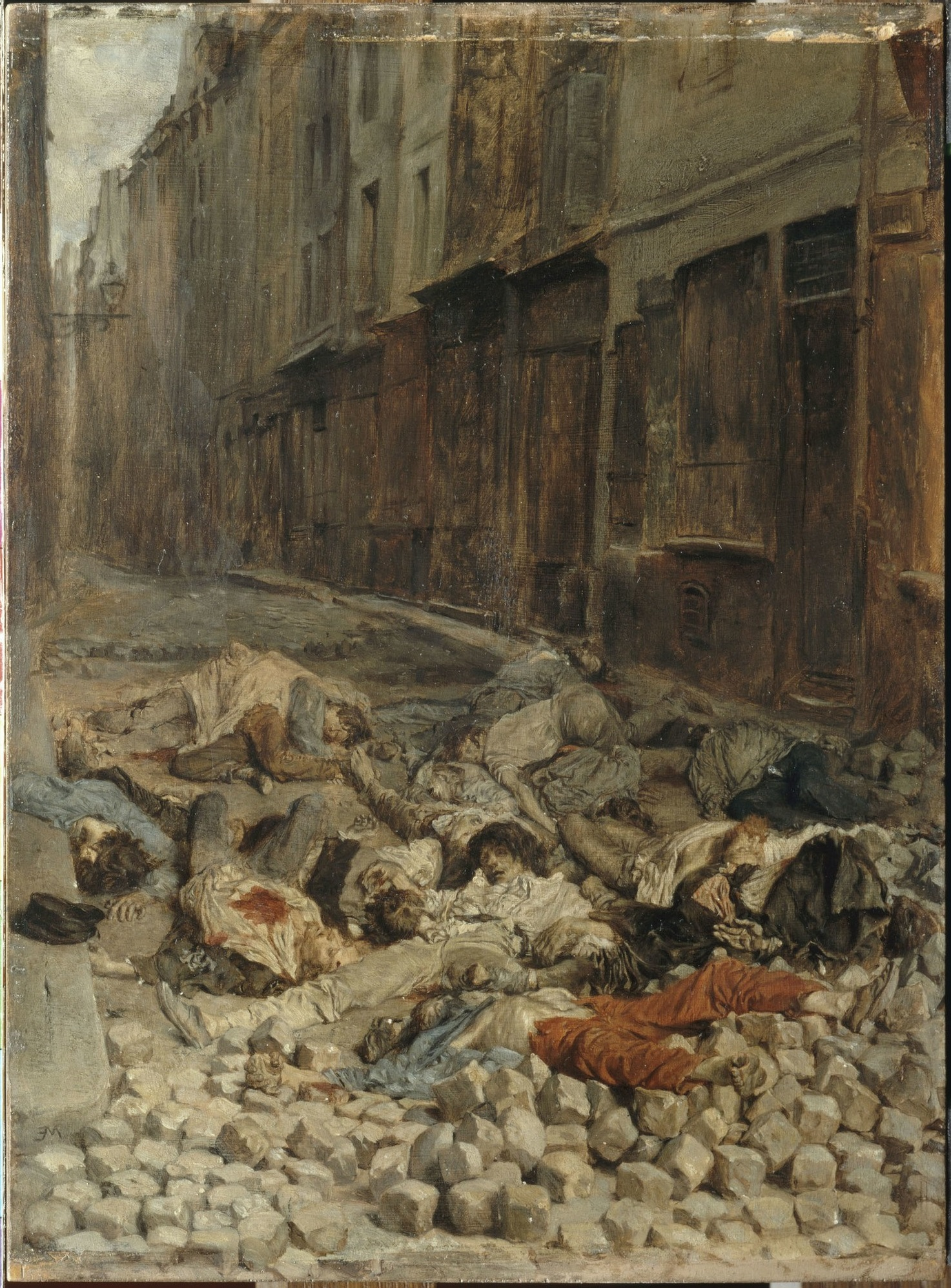
Ernest Meissonier, La barricade, rue de la Mortellerie, juin 1848, vers 1850.
Jacques-Louis David, Le Serment du jeu de paume, 1791.
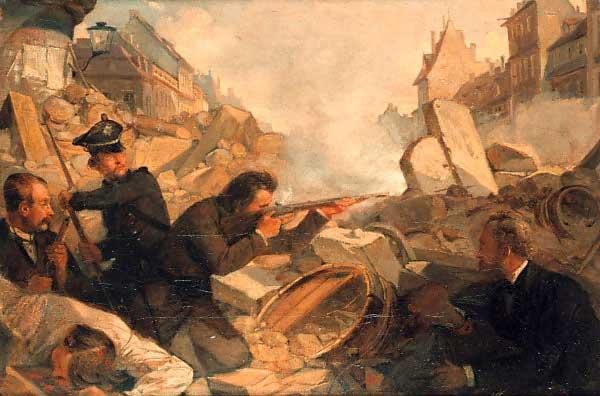
Julius Scholtz, Combat de barricade en mai 1849, 1849.

Jost Hermand classe l'Exposition des morts de mars comme « l'image la plus importante de la révolution allemande de 1848 ». C'est un tableau qui, dans l'esprit de la peinture réaliste, capture ce que Menzel a réellement vu comme témoin oculaire de l'événement. Il caractérise « moins l'espoir d'une éventuelle victoire [de la révolution] que le deuil de ce qui a été perdu ». L'état inachevé, selon Jost Hermand, fait de l'image un « mémorial bouleversant ». Il appelle à ce que la révolution ratée de 1848 soit mise en œuvre avec plus de succès à l'avenir. Verena Hein considère le « témoin contemporain » radicalement dépouillé, formulé dans le tableau, comme unique en Allemagne ou caractéristique du seul Menzel. Un tel phénomène s'observe d'ailleurs surtout chez des peintres français comme Ernest Meissonier : La barricade, rue de la Mortellerie, juin 1848 montre les civils tués à la révolution bien plus impitoyablement que Menzel. L'Exposition des morts de mars ne montre aucun cadavre ; les cercueils sont fermés. Selon l'historien de l'art Claude Keisch, Menzel occulte ainsi un positionnement politique. Wolfgang Kemp évalue le tableau de la révolution comme « indicateur des conditions allemandes ». Selon Kemp, la foule est soumise par le rituel du deuil et n'apparaît pas comme un acteur fort.
En dehors de l'Exposition des morts de mars, il n'existe que quelques tableaux d'artistes allemands importants qui font référence à la révolution de 1848 dont, par exemple, la Danse macabre d'Alfred Rethel et la Bataille des barricades en mai 1849 de Julius Scholtz. Werner Busch compare l'Exposition des morts de mars avec Le Serment du Jeu de paume de Jacques-Louis David. Comme le tableau de Menzel, l'œuvre traite d'un événement qui n'est pas éloigné dans le temps lorsqu'elle est créée : un moment de la Révolution française est mis en scène, les députés du Tiers état prêtent sermon dans la salle du Jeu de paume de Versailles de ne pas se séparer avant d'avoir doté la France d'une constitution. David n'a jamais terminé le tableau car de nombreux personnages qui y figurent ont été guillotinés peu de temps après. En raison de l'évolution des conditions politiques, le sujet semblait avoir perdu sa pertinence. Selon Busch, il en va de même pour l'Exposition des morts de mars. Les tableaux de David et Menzel portant sur la révolution n'ont retrouvé leur signification historique d'origine qu'après que les événements se soient éloignés dans le temps.
L'Exposition des morts de mars a été éclipsée par les peintures de Frédéric réalisées par Menzel, en particulier pendant la période de l'Empire allemand. Le roi prussien du XVIIIe siècle a été réinterprété comme un précurseur de l'État-nation allemand et les images royales de Menzel sont devenues de fait populaires, le souvenir de la révolution de 1848 semblant s'estomper. Ce n'est qu'après la Seconde Guerre mondiale que l'intérêt pour le tableau a ressurgi. Cela est dû à une réhabilitation politique de la révolution de 1848 en tant que problème d'une part, l'image correspond à la tendance d'un nouveau style de réalisme émergeant dans les années 1970, d'autre part. Dans la mémoire collective de la cérémonie funéraire du 22 mars 1848, le tableau joue désormais un rôle clé. L'historien américain Peter Paret soutient que sans les peintures de Menzel, « la construction communautaire et politique ainsi que les aspects humains de la célébration » seraient sous-estimés aujourd'hui. L'Exposition des morts de mars a inspiré le peintre de Leipzig Bernhard Heisig pour créer plusieurs dessins et lithographies du même nom en 1953. Le modèle du peintre n'est pas l'original de Menzel à la Kunsthalle de Hambourg, mais une reproduction photographique du tableau. Comme Menzel, Heisig montre également le transport des cercueils au Gendarmenmarkt de Berlin dans un dessin au crayon. Contrairement à Menzel, cependant, la foule se rassemble autour d'un seul cercueil. Les personnages montrés de près semblent s'intéresser davantage au sort des morts de mars que ceux du tableau de Menzel. L'historienne de l'art américaine April Eisman considère ces tableaux comme une réaction à l'insurrection de juin 1953 en Allemagne de l'Est : étant donné que le deuil public des citoyens tués lors de la manifestation était interdit, Heisig a évoqué un événement qui s'est produit il y a longtemps.
L'Exposition des morts de mars a également trouvé sa place dans les manuels scolaires et les atlas d'histoire, où il est souvent utilisé pour illustrer l'aspect révolutionnaire. L'historien de l'art Andreas Köstler critique une telle utilisation : le tableau est politiquement trop indéterminé et trop incomplet pour convenir comme « représentation [...] d'un événement historique ». Köstler souligne que les personnages installés sur les marches de l'escalier de la maisonnette donnent l'impression qu'il n'y a plus d'espace libre sur la place ; le Gendarmenmarkt représenté par Menzel présente un grand vide à proximité immédiate des cercueils qui y sont disposés. Pour l'historien de l'art, la peinture de Menzel est une « image représentative de la tentative de révolution berlinoise qui a échoué par manque de détermination ». Hubertus Kohle est arrivé à une conclusion similaire : Menzel a capturé un contraste social entre la bourgeoisie et les « classes inférieures » : tandis que les premiers adoptent une attitude solennelle, les seconds débattent et gesticulent vivement les uns avec les autres. Ce désaccord a également contribué de manière significative à l'échec de la révolution.

### Interprétation des figures individuelles

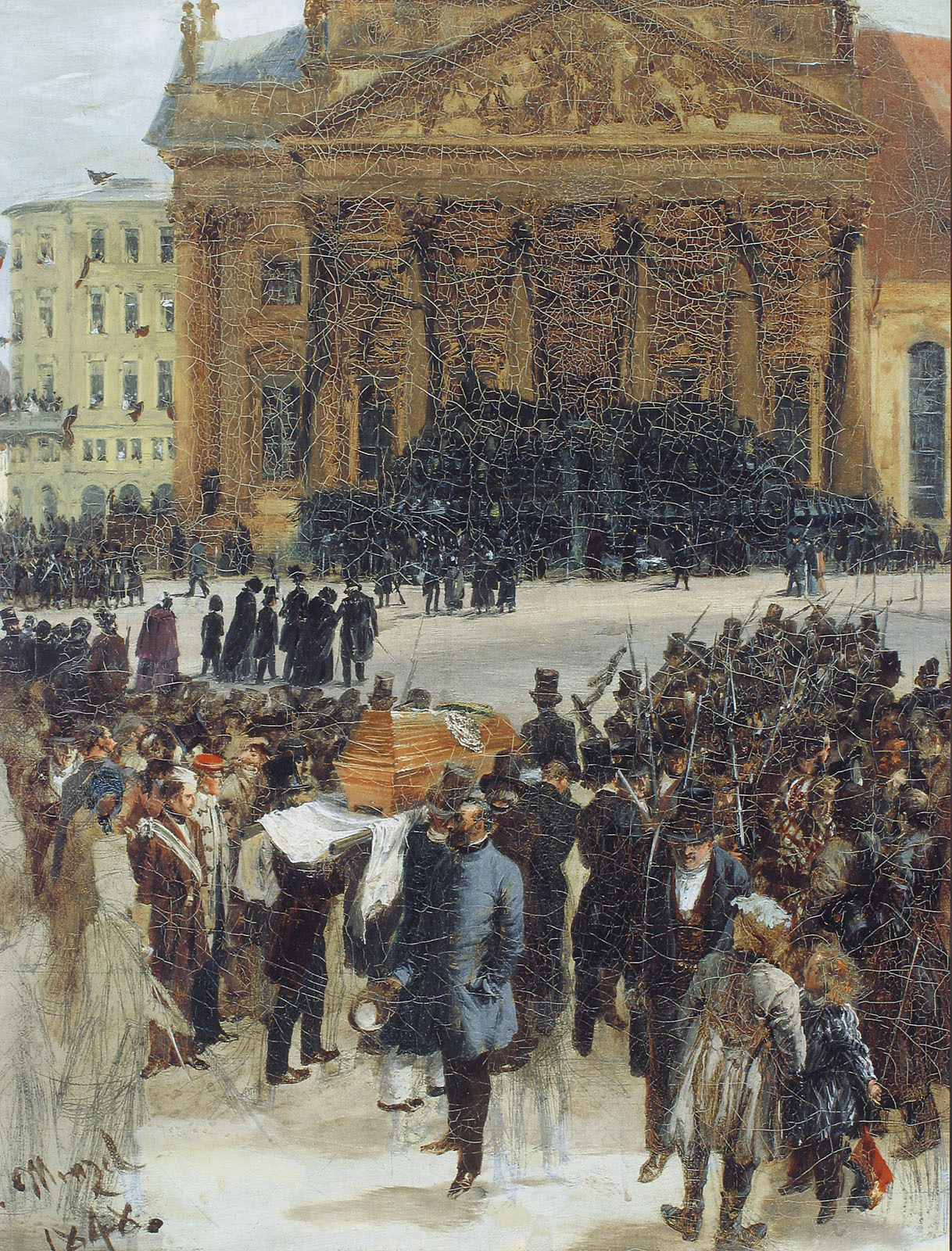
Détail : homme ôtant son chapeau (premier plan central).

Pour les chercheurs, l'appartenance sociale de la figure debout devant le cercueil et ôtant son chapeau est contestée. With la considère comme un représentant de la noblesse et un partisan du roi de Prusse ; Paret, en accord avec Gludovatz, en revanche, le considère comme « éduqué et nanti économiquement », un partisan des combats de barricades et des citoyens à l'esprit libéral , le personnage doit être considéré comme un représentant de la bourgeoisie. Selon eux, le personnage, comme la bourgeoisie, montre une attitude ambivalente envers la révolution. D'une part, le fait d'ôter son chapeau pourrait être interprété comme un signe de salutation envers le garde, exprimant une approbation politique. D'autre part, la scène rappelle le roi de Prusse : sous la pression de la foule rassemblée, Frédéric-Guillaume IV lui-même a été contraint de se découvrir devant les cercueils de ceux qui sont morts en mars et qui ont été transportés dans la cour du palais de la ville de Berlin. Le monarque honore les révolutionnaires avec ce geste, semblable à la figure du tableau de Menzel. Cependant, cet acte n'est pas commis par conviction ; Menzel laisse donc le personnage se détourner sans enthousiasme de l'évènement. En même temps, l'homme garde sa main gauche dans sa poche, ce que Paret interprète comme un manque de respect : Menzel aurait pu faire allusion à l'attitude réelle négative du personnage. Boime le voit comme un officier assistant à la cérémonie en civil. L'historien de l'art justifie son avis par une posture d'apparence militaro-aristocratique et des vêtements d'une élégance notable. Il semble se tourner dans la direction exactement opposée au cercueil transporté vers la cathédrale allemande, perturbant ainsi l'axe diagonal souligné par le cercueil de ceux qui sont morts en mars.
Gludovatz pense que Menzel s'est également représenté dans le tableau ; sa signature d'artiste touche les femmes en deuil. En revanche, le personnage vêtu particulièrement élégamment semble rendre hommage à la garde bourgeoise et à la signature. Rendre hommage au citoyen armé semble aussi être dans l'esprit de Menzel. Busch considère la figure supérieure, immobile sur l'escalier de la salle de spectacle, comme centrale. Le garde lui a refusé l'accès aux cercueils. Ainsi, comme Menzel en tant que témoin historique de l'événement, elle n'a que la possibilité d'observer, restant exclue des événements du tableau.